# Helgeandshuset

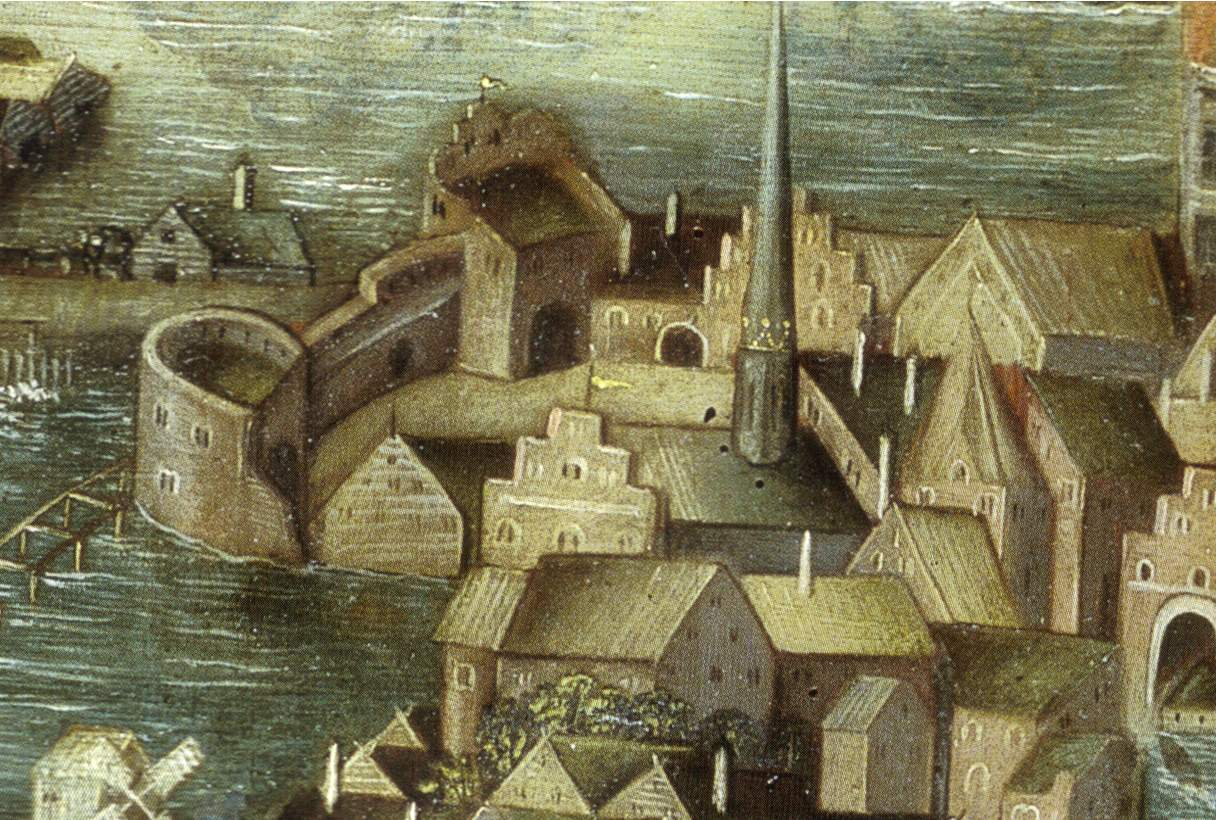
La maison du Saint-Esprit cachée derrière le clocher de l'église de Riddarholmen, détail du Vädersolstavlan.

Helgeandshuset, littéralement la maison du Saint-Esprit, était un hôpital du centre de Stockholm en Suède. Construite à la fin du XIIe siècle, elle a été démolie en 1604 au cause du réforme protestante en Suède. Elle était située sur l'îlot Helgeandsholmen, auquel elle a donné son nom qui est persisté jusqu'à nos jours.

## Histoire

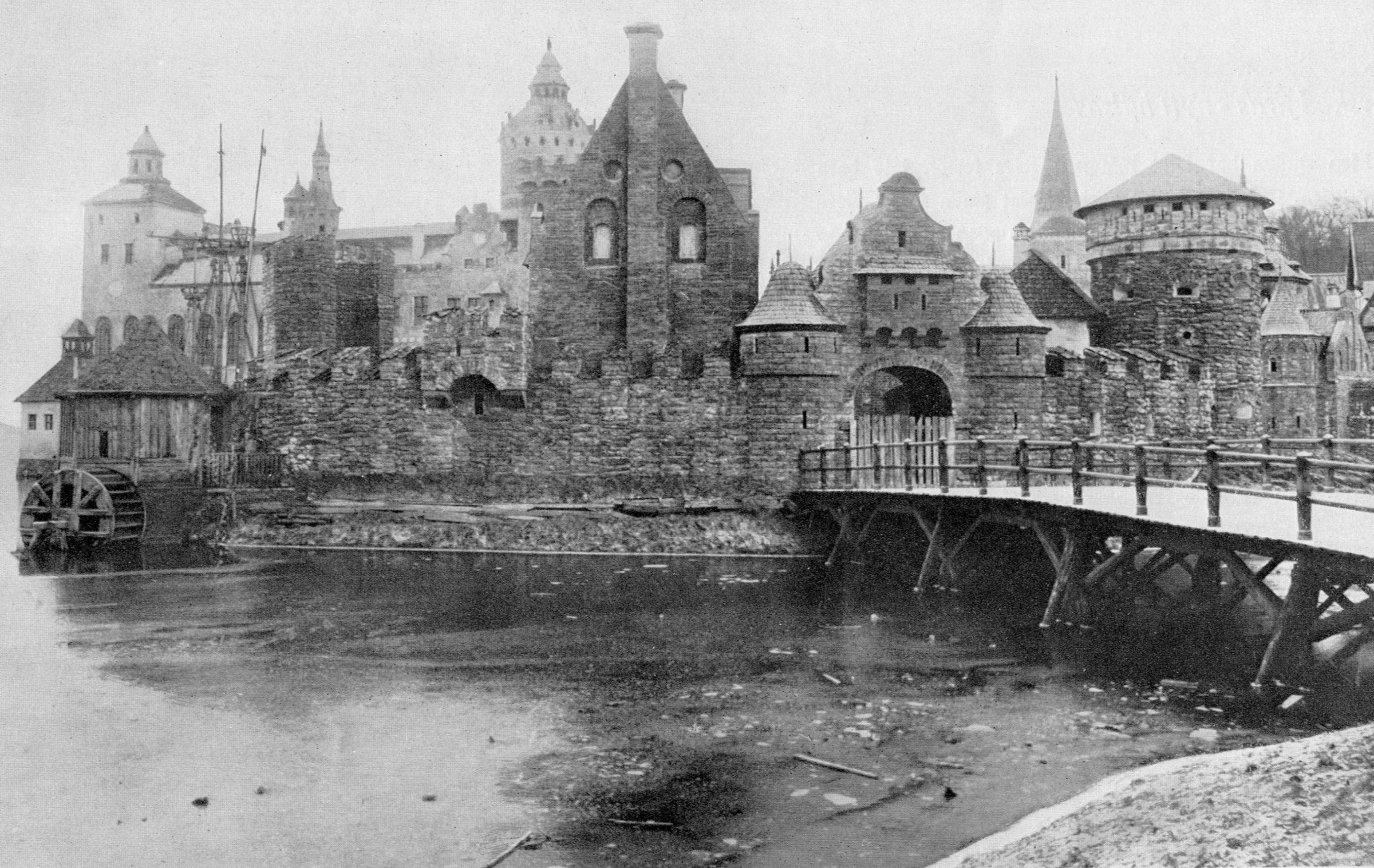
La maison du Saint-Esprit, reproduction dans le cadre de l'exposition de Stockholm en 1897.

Dans la Suède médiévale, le terme maison du Saint-Esprit était utilisé pour désigner des hospices destinés aux malades, aux vieillards et aux pauvres. La maison du Saint-Esprit de Stockholm est mentionnée pour la première fois en 1301, mais elle a été construite plusieurs années auparavant. Il s'agit sans doute de la seconde plus ancienne de Suède, après celle de Visby (construite avant 1288), mais avant celle d'Uppsala (1302).
La maison du Saint-Esprit était située dans la partie ouest de l'îlot Helgeandsholmen, à l'emplacement de l'actuel siège du parlement. Elle apparait partiellement sur le Vädersolstavlan, une représentation de la ville de Stockholm remontant au XVIe siècle. On peut en effet y voir le bâtiment, doté d'un pignon à échelons et de plusieurs annexes. L'artiste s'est toutefois trompé en peignant l'église de Riddarholmen au premier plan comme si elle-même était située sur l'îlot Helgeandsholmen. Lorsque le tableau a été peint, les activités avaient déjà été transférées, en compagnie de celles de l'hôpital Saint-George, vers le monastère franciscain de Riddarholmen. Les deux institutions prennent alors le nom d'Hospitalet (l'hôpital). En 1551, elles emménagent dans l'hôpital de Danviken sur ordre du roi Gustave Vasa. L'ancien bâtiment de la maison du Saint-Esprit a été démoli vers 1604.
La maison du Saint-Esprit accueillait deux catégories de pensionnaires très différentes. Il s'agissait d'une part de personnes âgées fortunées qui, en l'échange d'un paiement équivalent au prix d'une maison en pierre, recevaient nourriture, logement et soins jusqu'à leur mort, et d'autre part de pauvres et de malades, qui faisaient don de leurs éventuelles possessions avant de recevoir des soins, là encore jusqu'à leur décès.
Lors de l'exposition de Stockholm en 1897, une recréation de la maison du Saint-Esprit, à l'échelle 1/2, est exposée dans le cadre d'une attraction intitulée vieux Stockholm.

## Fouilles archéologiques
Dans les années 1978 à 1980, des fouilles archéologiques, connues sous le nom de Riksgropen, ont été effectuées sur l'îlot Helgeandsholmen. On y a retrouvé notamment des bateaux, et un grand nombre d'objets : pièces de monnaie, céramiques, etc. Les archéologues ont aussi mis au jour l'ancien cimetière de la maison du Saint-Esprit, où l'on a déterré plus de 1 300 squelettes. L'emplacement du bâtiment n'a toutefois pas pu être déterminé avec précision, dans la mesure où il repose sous l'actuel siège du parlement.